# John Painter
John George Painter (Contea di Jackson, 20 settembre 1888 – Hermitage Springs, 1º marzo 2001) è stato un supercentenario statunitense che detenne il titolo di decano maschile dell'umanità dal 15 novembre 1999, alla morte del 111enne spagnolo Antonio Urrea Hernández, fino al suo stesso decesso, avvenuto oltre un anno più tardi. Painter era inoltre il più longevo veterano statunitense della prima guerra mondiale. Il riconoscimento del primato maschile di longevità arrivò soltanto dopo la morte di Painter.

## Biografia
John Painter nacque il 20 settembre 1888 in una fattoria nella contea di Jackson, nello Stato del Tennessee. Fin da bambino, oltre ad andare a scuola, lavorò nella fattoria di famiglia. Nella famiglia Painter, oltre a John, varie persone vissero a lungo: suo padre visse fino a 99 anni, mentre i suoi fratelli morirono ad età comprese tra gli 87 e i 105 anni.
Nel 1917, all'età di 29 anni, dopo aver avuto un figlio (Sean Humphrey Painter), si arruolò nell'esercito statunitense. Componente della batteria D del 115º battaglione di artiglieria, si occupava di rifornire il suo contingente di armi e munizioni, trasportando i carichi avvalendosi di muli e cavalli. Painter prese parte in modo attivo all'offensiva della Mosa-Argonne. Ottanta giorni dopo l'armistizio, siglato l'11 novembre 1918, Painter venne insignito della Legion d'onore, massima onorificenza francese per meriti militari. Ricevette inoltre la Croix de guerre e fu uno dei sei militari del Tennessee insigniti del Tennessee Distinguished Award. Fu congedato dal servizio il 12 aprile 1919, dopo due anni di militanza nell'esercito.
Negli anni successivi, John Painter svolse la professione di fabbro e sposò Gillie Watson, che aveva conosciuto in tenera età; la coppia adottò due bambine. Il 19 novembre 1999, all'età di 111 anni, Painter fu riconosciuto come il più longevo veterano al mondo della prima guerra mondiale. Il 20 settembre 2000 compì 112 anni; in quell'occasione, Bart Gordon, esponente del Tennessee alla Camera dei rappresentanti degli Stati Uniti, recitò un proclama in onore di Painter.
Il 1º marzo 2001, all'età di 112 anni e 162 giorni, John Painter morì nella sua casa di Hermitage Springs, nella contea di Clay, per un infarto miocardico. Il titolo di persona vivente di sesso maschile più longeva al mondo passò all'italiano Antonio Todde.